# Partit Comunista del País Valencià
El Partit Comunista del País Valencià (en español: Partido Comunista del País Valenciano) es el nombre que tomaron en 1976 los comunistas valencianos integrados en el Partido Comunista de España (PCE) al realizar su primera Conferencia al inicio de la transición del franquismo a la democracia. Posteriormente, al adoptar el PCE la estructura federal en 1978, pasó a ser una federación del PCE. Su primer secretario general fue Antonio Palomares Vinuesa.
A comienzos de la década de 1980 una crisis interna supuso la salida de los sectores llamados renovadores y nacionalistas por un lado y de los llamados "prosoviéticos" por otro; algunos de los primeros fluyeron en Agrupament d'Esquerra del País Valencià (AEPV) y otros fundaron el Partit Comunista dels Valencians (PCV), organizaciones que posteriormente desaparecieron. Algunos de sus miembros confluyeron en la Unitat del Poble Valencià (UPV). Por su parte, los segundos fluyeron en el Partido Comunista de los Pueblos de España (PCPE), si bien una parte significativa de estos se reincorporaron posteriormente al PCPV. En 1987 el PCPV se integró en la coalición Esquerra Unida del País Valencià (EUPV) junto a otras formaciones políticas socialistas y republicanas.
Tras la celebración del XII Congreso del PCPV el 27 de octubre de 2013, su secretario general es Javier Parra.
En 2017 el PCE volvió a un modelo centralista de partido, pasando a ser una organización nacional ya que la Comunidad Valenciana es una nacionalidad histórica dentro de España.

## Resultados electorales

### Elecciones generales
| Comicios | # de votos   | % de votos | Diputados | +/- |
| -------- | ------------ | ---------- | --------- | --- |
| 1977     | 170.606 (#3) | 9,14 %     | 2/29      |     |
| 1979     | 224.520 (#3) | 11,99 %    | 3/29      | 1   |
| 1982     | 97.837 (#4)  | 4,65 %     | 0/29      | 3   |

### Elecciones a las Cortes Valencianas
| Elecciones | Candidato  | Votos        | % de votos | Escaños | Gobierno  |
| ---------- | ---------- | ------------ | ---------- | ------- | --------- |
| 1983       | José Galán | 142.570 (#3) | 7,51       | 6/89    | Oposición |